# Anthidium
Anthidium là một chi ong Megachilidae. Chúng dùng nhựa, lông thực vật, bùn hoặc trộn các vật liệu này lại để làm tổ. Các loài trong chi Anthidium ăn phấn hoa và mật của thực vật, mặc dù một số loài cướp thức tăn từ các con ong khác. Anthidium florentinum khác biệt rõ ràng với hầu hết các họ hàng của chúng với các dãi vàng hoặc đỏ gạch quanh ngực. Chúng bay vào hè và làm tổ trong các lỗ dưới đất, các bức tường hoặc cây, từ các vật liệu lấy từ thực vật.

## Các loài
Đây là danh sách các loài trong chi này chưa đầy đủ và 4 loài được miêu tả từ các tiêu bản hóa thạch. Loài cổ nhất được phát hiện trong các trầm tích Priabonian đến Rupelian thuộc Hệ tầng Florissant, Colorado.
- Anthidium abjunctum
- Anthidium afghanistanicum
- Anthidium akermani
- Anthidium albitarse
- Anthidium alsinai
- Anthidium alticola
- Anthidium amabile
- Anthidium amurense
- Anthidium andinum
- Anthidium anguliventre
- Anthidium anurospilum
- Anthidium ardens
- Anthidium armatum
- Anthidium atricaudum
- Anthidium atripes
- Anthidium auritum
- Anthidium aymara
- Anthidium aztecum
- †Anthidium basalticum Zhang, 1989[2]
- Anthidium banningense
- Anthidium banningenses
- Anthidium barkamense
- Anthidium basale
- Anthidium bechualandicum
- Anthidium berbericum
- Anthidium bicolor
- Anthidium bifidum
- Anthidium bischoffi
- Anthidium brevithorace
- Anthidium callosum
- Anthidium caspicum
- Anthidium chilense
- Anthidium christianseni
- Anthidium chubuti
- Anthidium cingulatum
- Anthidium clypeodentatum
- Anthidium cochimi
- Anthidium cockerelli
- Anthidium collectum
- Anthidium colliguayanum
- Anthidium comatum
- Anthidium conciliatum
- Anthidium cordiforme
- Anthidium cuzcoense
- Anthidium dalmaticum
- Anthidium dammersi
- Anthidium danieli
- Anthidium decaspilum
- Anthidium deceptum
- Anthidium diadema
- Anthidium echinatum
- Anthidium edwardsii
- Anthidium edwini
- Anthidium emarginatum
- Anthidium eremicum
- Anthidium espinosai
- †Anthidium exhumatum Cockerell, 1906[2]
- Anthidium falsificum
- Anthidium flavolineatum
- Anthidium flavorufum
- Anthidium flavotarsum
- Anthidium florentinum
- Anthidium formosum
- Anthidium friesei
- Anthidium fulviventre
- Anthidium funereum
- Anthidium furcatum
- Anthidium garleppi
- Anthidium gayi
- Anthidium gratum
- Anthidium gussakovskiji
- Anthidium hallinani
- Anthidium helianthinum
- Anthidium himalayense
- Anthidium igori
- Anthidium illustre
- Anthidium impatiens
- Anthidium incertum
- Anthidium isabelae
- Anthidium jocosum
- Anthidium kashgarense
- Anthidium kashmirense
- Anthidium klapperichi
- Anthidium kvakicum
- Anthidium laeve
- Anthidium larocai
- Anthidium latum
- Anthidium loboguerrero
- Anthidium longstaffi
- Anthidium loti
- Anthidium luctuosum
- Anthidium luizae
- Anthidium maculifrons
- Anthidium maculosum
- Anthidium manicatum
- Anthidium masunariae
- Anthidium moganshanense
- Anthidium montanum
- Anthidium montivagum
- Anthidium mormonum
- †Anthidium mortuum (Meunier, 1920)[2]
- Anthidium nigerrimum
- Anthidium nigroventrale
- Anthidium niveocinctum
- Anthidium nursei
- Anthidium oblongatum
- Anthidium opacum
- Anthidium ordinatum
- Anthidium orizabae
- Anthidium paitense
- Anthidium pallidiclypeum
- Anthidium palliventre
- Anthidium palmarum
- Anthidium paroselae
- Anthidium perplexum
- Anthidium penai
- Anthidium peruvianum
- Anthidium philorum
- Anthidium placitum
- Anthidium politum
- Anthidium pontis
- Anthidium porterae
- Anthidium psoraleae
- Anthidium pulchellum
- Anthidium pullatum
- Anthidium punctatum
- Anthidium quetzalcoatli
- Anthidium rafaeli
- Anthidium rodecki
- Anthidium rodriguezi
- Anthidium rotundoscutellare
- Anthidium rotundum
- Anthidium rozeni
- Anthidium rubricans
- Anthidium rubripes
- Anthidium rubrozonatum
- Anthidium rufitarse
- †Anthidium scudderi Cockerell, 1906[2]
- Anthidium sanguinicaudum
- Anthidium semicirculare
- Anthidium senile
- Anthidium septemspinosum
- Anthidium sertanicola
- Anthidium severini
- Anthidium sichuanense
- Anthidium sikkimense
- Anthidium sinuatellum
- Anthidium soikai
- Anthidium soni
- Anthidium sonorense
- Anthidium spiniventre
- Anthidium striatum
- Anthidium sublustre
- Anthidium sudanicum
- Anthidium syriacum
- Anthidium taeniatum
- Anthidium tarsoi
- Anthidium taschenbergi
- Anthidium tenuiflorae
- Anthidium tergomarginatum
- Anthidium ternarium
- Anthidium tesselatum
- Anthidium thomsoni
- Anthidium toro
- Anthidium trochantericum
- Anthidium undulatiforme
- Anthidium undulatum
- Anthidium unicum
- Anthidium utahense
- Anthidium venustum
- Anthidium vigintiduopunctatum
- Anthidium vigintipunctatum
- Anthidium weyrauchi
- Anthidium wuestneii
- Anthidium zadaense
- Anthidium sp. aff. A. atripes
- Anthidium sp.Cham
- Anthidium sp.Mi
- Anthidium sp.Multi
- Anthidium sp.Park